# Batti Malv
Batti Malv est une île de l'archipel des Nicobar dans le golfe du Bengale faisant partie du groupe des îles du nord.

## Géographie
L'île mesure 2 km de longueur et 1 km de largeur maximales pour une superficie de 2 km2. Elle est située à 32 km au sud de Car Nicobar.